# Georgije Zubković
Georgije Zubković vagy Zubkovics György, 1913-tól újszentiványi (szerbül: Георгије Зубковић) (Budapest, 1878. április 23. – Budapest, 1951. április 11.), a Budai szerb ortodox egyházmegye püspöke.

## Életrajza
Apja Arsen Zubković volt, aki a magyar királyi bíróságon dolgozott bíróként és elnöke volt a budai egyházmegyének. Georgije az iskoláját a szerb egyházi iskolában kezdte Budán, majd a gimnáziumban folytatta, ahol 1898-ban érettségizett.
A papi karon doktorált 1903-ban Csernovicban. Ugyanebben az évben a bezdini kolostorba került. 1911-ben pap lett, miután 1903–11 között hallgatója volt a temesvári papneveldének.
Budai püspökké 1913. február 18-án nevezték ki, a következő napon már szentendrei székhelyén volt, s elfoglalta püspöki székét. A második világháború után itt élt haláláig. Georgije Zubković ezt a tisztségét egészen haláláig, 1951. április 11-éig töltötte be.

## Munkássága
A püspöknek nagy szerepe volt, hogy az első világháború után a magyarországi szerbek optáltak az új államba, amely propagandát a belgrádi kormány javasolta és terjesztette. Ezért több írás is megjelent, hogy minél több szerbnek kell élnie a Szerb-Horvát-Szlovén Királyságban. A csonka Magyarországot a szerbek 70%-a elhagyta.
A másik nagy probléma a Szerb Ortodox Egyházba beintegrálni a budai püspökséget.
A püspök több, mint 4300 könyves könyvtárat tartott fent, amely ma a püspöki udvar része Szentendrén.

## Külső hivatkozások
- Tabán[halott link]
- Larev